# Municipio de Remer
El municipio de Remer (en inglés: Remer Township) es un municipio ubicado en el condado de Cass en el estado estadounidense de Minnesota. En el año 2010 tenía una población de 189 habitantes y una densidad poblacional de 2,08 personas por km².

## Geografía
El municipio de Remer se encuentra ubicado en las coordenadas 47°1′10″N 93°58′57″O / 47.01944, -93.98250. Según la Oficina del Censo de los Estados Unidos, el municipio tiene una superficie total de 90.79 km², de la cual 75,93 km² corresponden a tierra firme y (16,37 %) 14,86 km² es agua.

## Demografía
Según el censo de 2010, había 189 personas residiendo en el municipio de Remer. La densidad de población era de 2,08 hab./km². De los 189 habitantes, el municipio de Remer estaba compuesto por el 94,71 % blancos, el 1,59 % eran afroamericanos y el 3,7 % eran de una mezcla de razas. Del total de la población el 0 % eran hispanos o latinos de cualquier raza.